# St. Martin (Rieden bei Kaufbeuren)

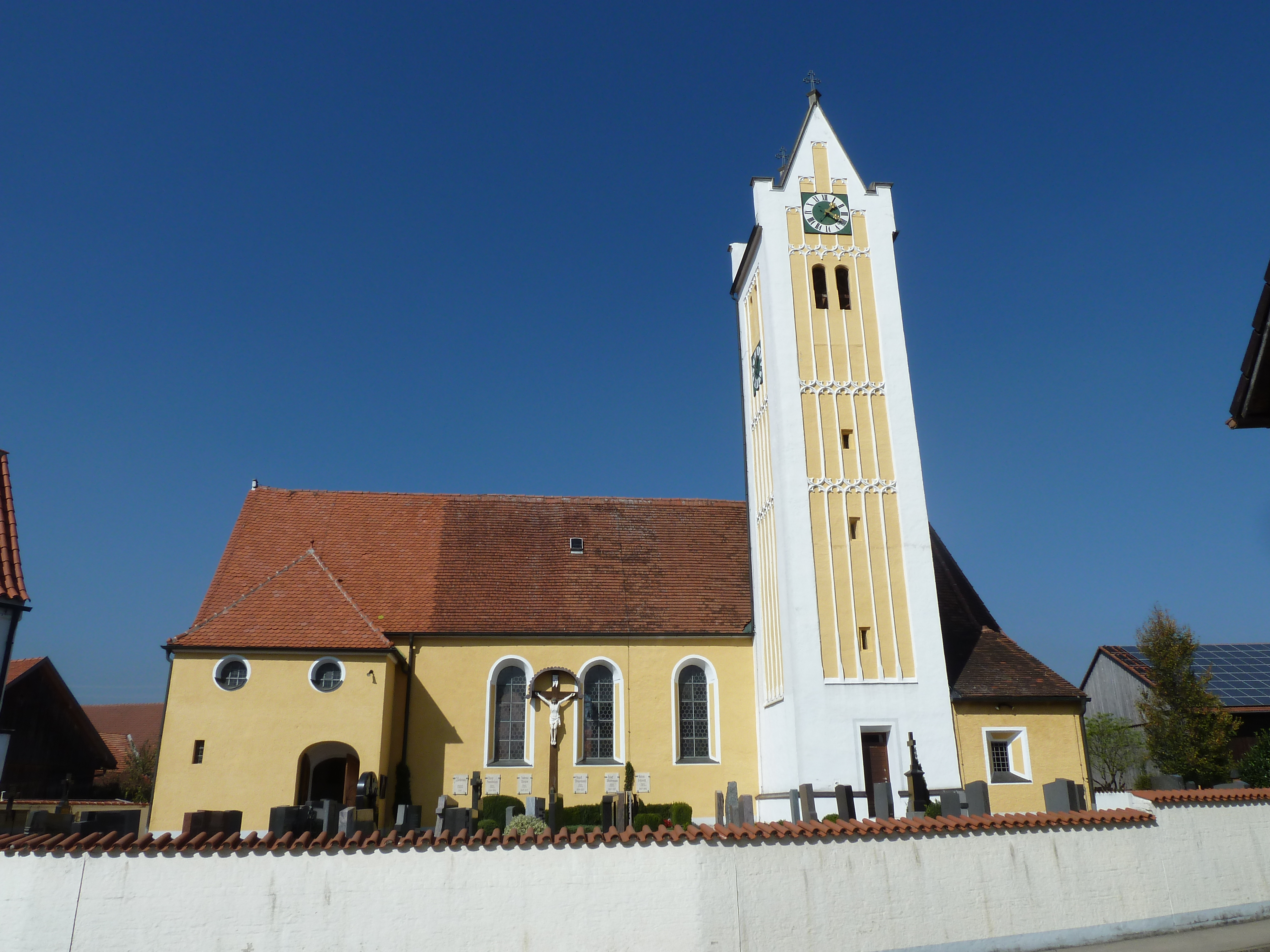
St. Martin in Rieden bei Kaufbeuren

Die römisch-katholische Pfarrkirche St. Martin steht in Rieden, einer Gemeinde im schwäbischen Landkreis Ostallgäu in Bayern. Das Bauwerk ist in der Liste der Baudenkmäler in Rieden (bei Kaufbeuren) als Baudenkmal unter der Nr. D-7-77-164-4 eingetragen.

## Beschreibung
Der dreiseitig geschlossene Chor und der Chorflankenturm an seiner Südwand der Saalkirche wurden um 1472 errichtet. Das Langhaus im Westen des Chors wurde im 17. Jahrhundert neu gebaut und 1925 verlängert. Die Sakristei befindet sich an Ostwand des Chorflankenturms. Der mit Pilastern gegliederte Innenraum des Langhauses wurde 1762 mit einem Stichkappengewölbe überspannt. Die Fresken wurden 1762 von Franz Anton Zeiller eingebracht. Über dem Chorbogen befindet sich eine Kartusche mit dem Wappen des Klosters Irsee.